# Braccialetti rossi
Braccialetti rossi è una serie televisiva italiana, andata in onda su Rai 1 dal 26 gennaio 2014 al 1º dicembre 2016, tratta dall'omonimo romanzo di Albert Espinosa del 2008.

## Trama
La serie parla di un gruppo di adolescenti e pre-adolescenti che, costretti a stare in una struttura ospedaliera per varie cause, formano una solida amicizia, ed un gruppo: I Braccialetti Rossi, per farsi forza, e cercare di sorridere anche in una situazione come quella di vivere in un ospedale. 

### Prima stagione
La serie racconta le vicende di un gruppo di ragazzi ricoverati in ospedale per varie cause, che legheranno i ragazzi ancora di più. Leone, detto Leo, il leader del gruppo, regala ad ogni componente un braccialetto di colore rosso (per poi ripetere: Watanka, che diventerà la parola simbolo del gruppo), che aveva ricevuto in occasione dei suoi interventi chirurgici, e che diventano il simbolo del loro gruppo. A introdurre la vicenda è la voce narrante di Rocco, un bambino di 11 anni che da otto mesi è in coma. Leo, leader del gruppo, è un ragazzo sedicenne a cui, a causa di un tumore, è stata amputata una gamba ed è ancora ricoverato a causa di un altro tumore ai polmoni, ma, nonostante tutto, è solare e sarcastico, cercando di combattere la sua malattia nel miglior modo possibile. Un giorno, nell'ospedale entra Valentino, detto Vale, che sarà il compagno di stanza di Leo, e che diverrà vice-leader del gruppo; a causa di un tumore alla tibia anche lui dovrà sottoporsi ad un intervento per l'amputazione di una gamba. Vale è un ragazzo timido e riservato, che ama il surf e la pittura. C'è un nuovo compagno di stanza anche per Rocco, Davide, un ragazzino di quattordici anni che si trova lì perché è svenuto durante una partita di calcio. All'inizio sembra un bullo, inasprito dal fatto che suo padre sfoga i problemi di lavoro urlando contro di lui, mentre il ragazzo va d'accordo con la nuova moglie dell'uomo, ma in fondo anche Davide ha il suo lato buono. Nello stesso giorno arriva anche un altro ragazzino, Antonio, detto Toni, che ha avuto un incidente mentre provava una moto di nascosto, nell'officina del nonno. Nel frattempo Leo, dopo aver fatto amicizia con Vale, conosce Cristina, detta Cris, una ragazza che soffre di anoressia. I due ragazzi dimostrano da subito di essere entrambi interessati a lei, che invece è indecisa su chi scegliere tra loro, sebbene poi capisca che è Leo colui che ama davvero.
Nella quarta puntata Davide, che col tempo è diventato più dolce, subisce un'operazione al cuore che non va a buon fine, e che si conclude col decesso del ragazzo. Gli altri ragazzi, ignari di tutto, stanno festeggiando il compleanno di Leo. Toni, grazie all'aiuto di Rocco, riesce a parlare con Davide un'ultima volta. Questi gli chiede di dire ai ragazzi che lui starà bene e che non avrebbe mai immaginato di trovare amici speciali come loro. Toni corre dagli altri Braccialetti per annunciare la morte del loro amico. Nella penultima puntata, Leo, Vale, Cris e Toni chiedono di poter andare al funerale di Davide, ma non ottengono il permesso in quanto ai pazienti minorenni non è consentito uscire dall'ospedale. Grazie alla loro forza d'animo e all'aiuto di alcuni infermieri, i giovani protagonisti arrivano in chiesa e danno l'addio a Davide. Alcuni giorni dopo, Vale, Cris e Toni vengono dimessi e devono far ritorno a casa, dopo essersi salutati con il loro motto, "Watanka!". Leo, incoraggiato da Vale, va da Cris e le sussurra all'orecchio "Ti amo". La stagione finisce con Rocco che si risveglia, e con l'inizio ufficiale della relazione tra Leo e Cris.

### Seconda stagione
Dopo le vicende della prima stagione, il gruppo dei Braccialetti Rossi sembra essersi sciolto: sono rimasti in ospedale solo Leo e Rocco, mentre Cris, Vale e Toni sono stati dimessi. Davide, spirito che solo Toni può vedere e sentire, continua a prendersi cura dei suoi amici. Non riesce ad accettare che il gruppo si sia sciolto.
Nel frattempo in ospedale arrivano nuovi pazienti:
- Nina è una ragazza ribelle che viene ricoverata per un tumore al seno: troverà la forza per affrontare le sue paure grazie a Leo, con cui creerà un legame molto speciale che farà ingelosire Cris.
- Chicco è un giovane ragazzo filippino che, mettendosi alla guida del motorino da ubriaco, ha investito involontariamente una sua compagna di classe, Bea, che ora si trova in coma nello stesso ospedale.
- Bea, che stringerà un legame speciale con Rocco, che è l'unico del gruppo che davvero può capirla essendo passato da quella situazione di limbo tra la vita e la morte.
- Flam è una bambina cieca che anima le vicende della serie e che, nonostante abbia solo sei anni, riesce a dare a tutti, e in particolare a Chicco, delle grandi lezioni di vita. Infatti, tra i due si stringerà subito una grande amicizia: si aiuteranno a vicenda ad affrontare le loro difficoltà, la paura di Chicco per il suo gesto irresponsabile che ha portato Bea in coma, e quella di Flam di affrontare un difficile intervento che le potrebbe ridare la vista.

Chicco insegnerà a Flam a sentire i colori, grazie all'utilizzo del tatto e dell'olfatto servendosi degli alimenti presenti nella cucina dell'ospedale, mentre la piccola gli insegnerà come vede lei, mettendo al primo posto il cuore. Lei è, infatti, l'unica a capire che Chicco ha un animo buono e che si è pentito per il gesto commesso, e lo aiuterà, insieme a Rocco, a chiedere perdono a Bea. Proprio le sue scuse permetteranno alla ragazza di svegliarsi, nello stupore generale di medici e pazienti. Chicco, a sua volta, aiuterà Flam a riprendersi dopo aver scoperto che l'importante operazione non ha dato i frutti sperati e che, per ora, non potrà ancora vedere.
Nel frattempo, il leader Leo continua a frequentare Cris e il loro rapporto è diventato più serio e intenso. Il ragazzo finalmente sta per essere dimesso dall'ospedale e progetta il suo futuro con la sua ragazza. Tuttavia, l’ultima TAC prima della sua uscita non ha l’esito sperato, evidenziando un nuovo tumore, stavolta al cervello. Leo, disperato dalla notizia ricevuta, decide di nascondere la verità a Cris per non tenerla ancora legata a lui, ritenendo che lei meriti di più dalla vita ora che è fuori e sta bene, così la lascia con la scusa di non amarla più e fingendo di essere interessato a Nina. La ragazza però si dispera, e pur di stargli vicino, finge di ricadere nei suoi problemi di alimentazione facendosi di nuovo ricoverare. Quando si rende conto che la finzione non sta dando i risultati sperati, cerca di fuggire dall'ospedale uscendo dalla finestra, ma cade e rischia di morire a seguito del trauma cranico riportato, provocando dei sensi di colpa in Leo. Quando poi la ragazza si sveglia, Vale le racconta la verità su Leo e i due finalmente si ricongiungono.
Vale, vedendo i suoi amici litigare per un malinteso, riferisce a Cris la verità, e lei, dopo un momento di sconforto per la notizia, corre dal suo ragazzo dicendosi intenzionata a sostenerlo. Vale rifiuta di effettuare i dovuti controlli per paura che gli venga diagnosticato nuovamente un tumore, abbandonando di fatto gli amici, perciò Leo lo caccia dal gruppo. In seguito, trova il coraggio di fare il controllo, venendo perdonato dal leader, che nel frattempo viene sottoposto dai medici ad ulteriori esami per capire come trattare il nuovo tumore.
Nel frattempo, Toni, l'unico che ancora crede appieno nei Braccialetti Rossi, decide di diventare aiuto infermiere, sia per poter stare vicino al nonno, che dovrà essere ricoverato per un'operazione, sia per poter stare vicino a Leo e a Rocco.
La vita dei Braccialetti è scossa da una brutta notizia: Nicola ha avuto un infarto, ed è in fin di vita, ma prima di morire, chiede a Leo di recarsi all'isola di San Nicola per portare un anello e una lettera alla donna che ama: Bianca.
Intanto, arrivano i risultati delle analisi di Leo e Vale: quest'ultimo è perfettamente guarito, mentre il tumore del leader è particolarmente grave e gli lascia pochissime speranze di sopravvivere. Leo, disperato, si arrende all'idea di morire, e così decide di farsi dimettere dall'ospedale per adempiere alle ultime volontà di Nicola, venendo seguito da Cris, Vale, Toni e il fantasma di Davide. Rocco, invece, ha deciso di non andare con i suoi amici, perché i medici dovevano decidere se operare o no Bea. Leo non ha detto ai suoi amici la verità sul tumore; infatti il ragazzo ha deciso di rivelare le sue critiche condizioni di salute solo a Nina.
Giunti a San Nicola, i Braccialetti si imbucano a una festa. Toni incontra una ragazza di nome Mela, che gli fa un succhiotto. Leo e Cris invece, hanno il loro primo rapporto d'amore. Nina non riesce a mantenere il silenzio e confessa a Vale la gravità della malattia di Leo. Vale aveva già intuito le intenzioni del Leader. Il giorno dopo, Leo si reca da Bianca, la quale gli mostra il punto nella scogliera in cui dovrebbe spargere le ceneri di Nicola. Compiuta la missione, Leo sta per salpare da solo in canoa deciso ad aspettare la morte. Il ragazzo però, viene fermato dai suoi amici incitati da Davide. I Braccialetti Rossi si stringono intorno al loro Leader, convincendolo a tornare in ospedale per lottare ancora una volta contro il cancro.

### Terza stagione
Dopo le vicende della seconda stagione, Leo ha deciso di tornare in ospedale e continuare la sua battaglia contro il cancro. Durante questo lungo periodo, oltre ad essere affiancato dai Braccialetti Rossi, fa la conoscenza di un uomo che vedrà portare dei fiori presso la tomba di sua madre. Mentre inizialmente egli pensa che si tratti di un amante della donna, solo verso la fine scopre che l'uomo misterioso, vestito con una divisa da Generale, non è altro che suo nonno, il quale, essendo contrario al matrimonio di sua figlia col padre di Leo, l'aveva tagliata completamente fuori dalla sua vita. Dopo questa scoperta, Leo decide di affrontare suo nonno. Solo grazie alla grande personalità del ragazzo, il Generale, che si rende conto di non essere mai stato affrontato e accusato da nessuno con tanta determinazione, riesce a capire di aver sbagliato nei confronti della sua famiglia.
Inoltre Leo avrà sempre come forte punto di riferimento Cris, che rimarrà sempre al suo fianco senza mai mollare mentre intanto scoprirà di essere incinta. Cris decide già dall'inizio di tenere il bambino che porta in grembo, perché lo considera l'unico ricordo che avrà di Leo se quest'ultimo dovesse morire in seguito al cancro. Questa decisione, però, comporta alla ragazza il pagamento di un prezzo molto alto, perché la costringe a tagliare definitivamente i rapporti con i suoi genitori, i quali, come sempre, sono contrari alla sua volontà, mentre sua sorella Carola, sebbene all'inizio fosse d'accordo coi genitori, alla fine riesce a comprendere Cris, decidendo di stare al suo fianco. Nel finale, Leo e Cris si sposano in un veloce e gioioso matrimonio prima dell'operazione che determinerà le sorti della vita del ragazzo, che fortunatamente si salverà e riuscirà poi a guarire del tutto. Infine, Cris darà alla luce il loro bambino nella gioia generale.
Vale, il vice leader, ormai guarito dal cancro, si innamora di una ragazza al di fuori dell'ospedale di nome Bella, con la quale inizierà una storia e vivrà anche la sua prima volta. Lei, però, si sentirà inizialmente a disagio nei confronti del ragazzo, sia perché egli dà, secondo il suo parere, un'eccessiva importanza ai suoi amici piuttosto che a lei come fidanzata, sia perché sarà travolta dal contesto molto doloroso dove Vale ha vissuto per molto tempo, cioè l'ospedale. Tuttavia, la conoscenza dei Braccialetti Rossi avrà pian piano un effetto positivo nella vita di Bella, la quale imparerà ad amare il suo ragazzo con tutta se stessa, e ad approfondire varie amicizie e relazioni all'interno del gruppo, diventando alla fine parte di esso. Vale riuscirà quindi, in questa stagione, sia a ricostruirsi finalmente una vita piena e soddisfacente fuori dall'ospedale sia a diventare un punto di riferimento per gli altri ragazzi del gruppo, in particolare per Nina e Cris, che saranno coloro che lui aiuterà di più in vari momenti di crisi e di scoraggiamento.
Nina continua la sua battaglia contro il cancro al seno mentre deve affrontare le conseguenze del non aver mai detto ai suoi genitori della sua malattia. Inoltre, la sua storia si intreccerà con quella di un nuovo ragazzo, Bobo, che entra nell'ospedale per effettuare un trapianto di cuore. Infatti, durante un viaggio verso l'isola di Nicola, al quale prendono parte Vale, Cris e Nina, quest'ultima batte la testa su uno scoglio mentre si tuffa in acqua per salvare Cris, che stava avendo dei crampi causati dalla gravidanza. Mentre Cris è salva, Nina riporta invece un trauma cranico che le causa un'emorragia che i dottori non sono in grado di fermare, portandola alla morte cerebrale: nonostante il suo cuore continui a battere, infatti, il suo cervello non risponde più a nessuno stimolo. Prima di morire, però, Nina riesce, attraverso l'aiuto di Davide e Toni, a far capire al Dottor Baratti, nuovo e brillante chirurgo dell'ospedale, la sua intenzione di donare il suo cuore a Bobo. Il ragazzo, infatti, sarà operato subito dopo e riuscirà a guarire grazie al trapianto. Intanto, la madre di Bobo, Vanessa, donna giovane e affascinante, si innamora del chirurgo, e sarà proprio la sua presenza a creare un rapporto di complicità tra il dottore e suo figlio. 
Flam viene a conoscenza di un segreto che avrà un esito molto positivo nella sua vita: all'inizio della stagione, infatti, scopre di avere una sorellastra paterna maggiore, Margherita, detta Margi, figlia che suo padre ha avuto con la sua prima moglie. La ragazza conosce per la prima volta la sua sorellastra in ospedale, e tra le due si crea subito un legame fraterno a tutti gli effetti. La ragazza, inoltre, permette a Flam di guarire definitivamente dalla cecità, facendo trapiantare le sue cellule staminali nel corpo della bambina. Flam è aiutata, come nella seconda stagione, da Chicco, il quale, essendo profondamente affezionato alla bambina, continuerà ad essere per lei un vero e proprio punto di riferimento. Margi, intanto, s’innamora di Bobo, il quale inizialmente non sarà attratto da lei, avendo una cotta per Nina. Tuttavia, pian piano, il suo amore nei confronti di Bobo verrà corrisposto grazie alla sua passione per la fotografia, poiché egli, vedendo le foto scattate per lui dalla ragazza, si sentirà profondamente compreso e capito da lei.
Toni, invece, lavora in ospedale, mentre suo nonno è ricoverato lì, e sarà nuovamente il messaggero di Davide, il solo tramite tra il ragazzo e il resto dei suoi amici. Inoltre. Toni riuscirà a esprimere il proprio amore a Mela, una ragazza che aveva conosciuto insieme ai suoi amici sull'isola di Nicola alla fine della seconda stagione e che ritorna in ospedale in seguito ad un intervento all'appendice.
I membri dei Braccialetti Rossi sono: Leo, Vale, Cris, Toni, Davide, Rocco, il padre di Davide, Nina, Bobo, Chicco, Bea, Flam. 

## Episodi
| Stagione         | Episodi | Prima TV |
| ---------------- | ------- | -------- |
| Prima stagione   | 6       | 2014     |
| Seconda stagione | 5       | 2015     |
| Terza stagione   | 8       | 2016     |

## Personaggi e interpreti

Da sinistra a destra: Vale, Cris, Rocco, Davide, Leo e Toni nella sigla della prima stagione

- Leone "Leo" Correani (stagioni 1-3), interpretato da Carmine Buschini
- Cristina "Cris" Valli (stagioni 1-3), interpretata da Aurora Ruffino
- Valentino "Vale" Maggi (stagione 1-3), interpretato da Brando Pacitto
- Davide Di Salvo (stagioni 1-3), interpretato da Mirko Trovato
- Antonio "Toni" Cerasi (stagioni 1-3), interpretato da Pio Luigi Piscicelli
- Rocco Sabatini (stagioni 1-3), interpretato da Lorenzo Guidi
- Ruggero (stagioni 1-3), interpretato da Moisé Curia
- Dott.ssa Mariapia Lisandri (stagioni 1-3), interpretata da Carlotta Natoli
- Dott. Andrea Alfredi (stagioni 1-3), interpretato da Andrea Tidona
- Nina D'Alessandro (stagioni 2-3), interpretata da Denise Tantucci
- Beatrice "Bea" Perugia (stagione 2), interpretata da Angela Curri
- Flaminia "Flam" Morris (stagioni 2-3), interpretata da Cloe Romagnoli
- Mappantai "Chicco" Gnilo Tna (stagioni 2-3), interpretato da Daniel Lorenz Alviar Tenorio
- Bella (stagione 2-3), interpretata da Silvia Mazzieri
- Roberto "Bobo" Repetto (stagione 3), interpretato da Nicolò Bertonelli
- Margherita "Margi" Morris (stagione 3), interpretata da Maria Melandri
- Olga (stagioni 1-3), interpretata da Giulia Flauto

## Produzione
Braccialetti Rossi è la versione italiana della serie spagnola Polseres vermelles, ispirata alla storia vera dello scrittore spagnolo Albert Espinosa che, malato di cancro per dieci anni, è riuscito a guarire, raccontando poi la sua esperienza in un libro.
La serie ha avuto tre stagioni, per un totale di 19 episodi. La prima stagione, composta da 6 episodi, è andata in onda dal 26 gennaio al 2 marzo 2014 mentre la seconda, composta da 5 episodi, dal 15 febbraio al 15 marzo 2015. Il 18 marzo 2016 invece si sono concluse le riprese della terza stagione, composta da 8 nuovi episodi, che sono stati trasmessi a partire dal 16 ottobre 2016, con la conferma di tutto il cast e diversi nuovi ingressi.

### Location
La serie è stata quasi interamente girata in Puglia. Sede principale delle riprese è stata Fasano, in provincia di Brindisi, e in particolare l'interno della struttura del CIASU (Centro Internazionale Alti Studi Universitari), nel quale è stato ricostruito interamente l'ospedale della serie. Altre scene sono state girate a Monopoli e all'interno dello Stadio del nuoto di Bari, nella piscina esterna della struttura, in cui è ambientato il limbo tra la vita e la morte in cui si trovano i diversi personaggi della serie. Le location usate nella seconda stagione rimangono inalterate, si aggiungono solo (nei flashback e nelle scene girate durante gli interventi) il parco divertimenti Zoo safari Fasanolandia e gli esterni della scuola di Vale a Fasano. Le scene ambientate nell’isola sono state girate invece nelle isole Tremiti, in particolare nell’isola di San Nicola.
Le scene finali della terza stagione, riguardanti la maratona, sono invece state girate a Venezia.

## Curiosità
- Nella prima stagione Leo, durante un dialogo con Vale, dice che sua madre è morta un anno prima, ossia quando lui aveva 15 anni, ma nella terza stagione la serie fa una retcon, mostrando, attraverso dei flashback, che sua madre è morta quando lui era ancora piccolo.
- Nel terzo episodio della prima stagione, quando Leo e Vale discutono ironicamente sull'amore che provano per Cris, appare un paziente sofferente di cancro, che si rivela essere Niccolò Agliardi, il cantante che ha inciso la colonna sonora della fiction. Fa un'altra comparsa anche nell'ultimo episodio.
- Nelle prime scene dell'ultimo episodio della seconda stagione, quando il gruppo è sul traghetto per le Isole Tremiti, si vedono Leo e Cris imitare Jack e Rose del film Titanic.
- Davide, nella seconda e terza stagione, appare come un fantasma che solamente Toni riesce a vedere fino alla fine seconda stagione, poiché dopo riuscirà a comunicare con gli altri componenti del gruppo per salvare Leo dall'intenzione di andarsene per il suo cancro al cervello. Il personaggio poi riuscirà a far sentire la sua presenza anche alla sua matrigna Lilia che non lo vede ma lo sente.

## Colonna sonora
La serie ha una sua colonna sonora originale composta da Stefano Lentini di cui è stata pubblicata solo l'album della prima stagione con il titolo "Watanka". Il tema principale della serie "Main Theme" di Stefano Lentini è stato pubblicato anche negli albumi che raccolgono le canzoni scritte da Niccolò Agliardi comprendenti la sigla delle tre stagioni dal titolo Braccialetti rossi (colonna sonora). Nel 2014 Stefano Lentini e Niccolò Agliardi hanno ricevuto il Premio Cinearti La chioma di Berenice come "Miglior Colonna Sonora per la Fiction 2013. 
Sigle
- Conta di Francesco Facchinetti e Niccolò Agliardi (1ª stagione)
- L'inizio del mondo di Francesco Facchinetti e Niccolò Agliardi (2ª stagione)
- Simili di Laura Pausini (3ª stagione)

## Riconoscimenti
- Roma Fiction Fest:
  - 2014 – Premio speciale della giuria ai protagonisti della serie (Carmine Buschini, Brando Pacitto, Aurora Ruffino, Mirko Trovato, Pio Luigi Piscicelli e Lorenzo Guidi)[5]
- Premio Cinearti La chioma di Berenice: 
  - 2014 – Premio Miglior Colonna Sonora per la Fiction a Stefano Lentini e Niccolò Agliardi[6]
- Premio Colonne Sonore:
  - 2015 – Miglior Colonna Sonora per la Fiction 2014 a Stefano Lentini[7]
- Premio Rodolfo Valentino: 
  - 2015 – Miglior fiction[8]
- Premio Regia Televisiva: 
  - 2015 – Miglior fiction[9][10]
- Giffoni Experience Award:
  - 2016 – Miglior fiction[11]
- Social Award:
  - 2016